# Diga del Limmern
La diga del Limmern è una diga ad arco situata in Svizzera, nel Canton Glarona, nell'ex-comune di Linthal (ora nel Glarona Sud).

## Descrizione
Ha un'altezza di 146 metri e il coronamento è lungo 375 metri. Il volume della diga è di 553.000 metri cubi.
Il lago creato dallo sbarramento, il Limmerensee ha un volume massimo di 93 milioni di metri cubi, una lunghezza di 3 km e un'altitudine massima di 1857 m s.l.m. Lo sfioratore ha una capacità di 130 metri cubi al secondo.

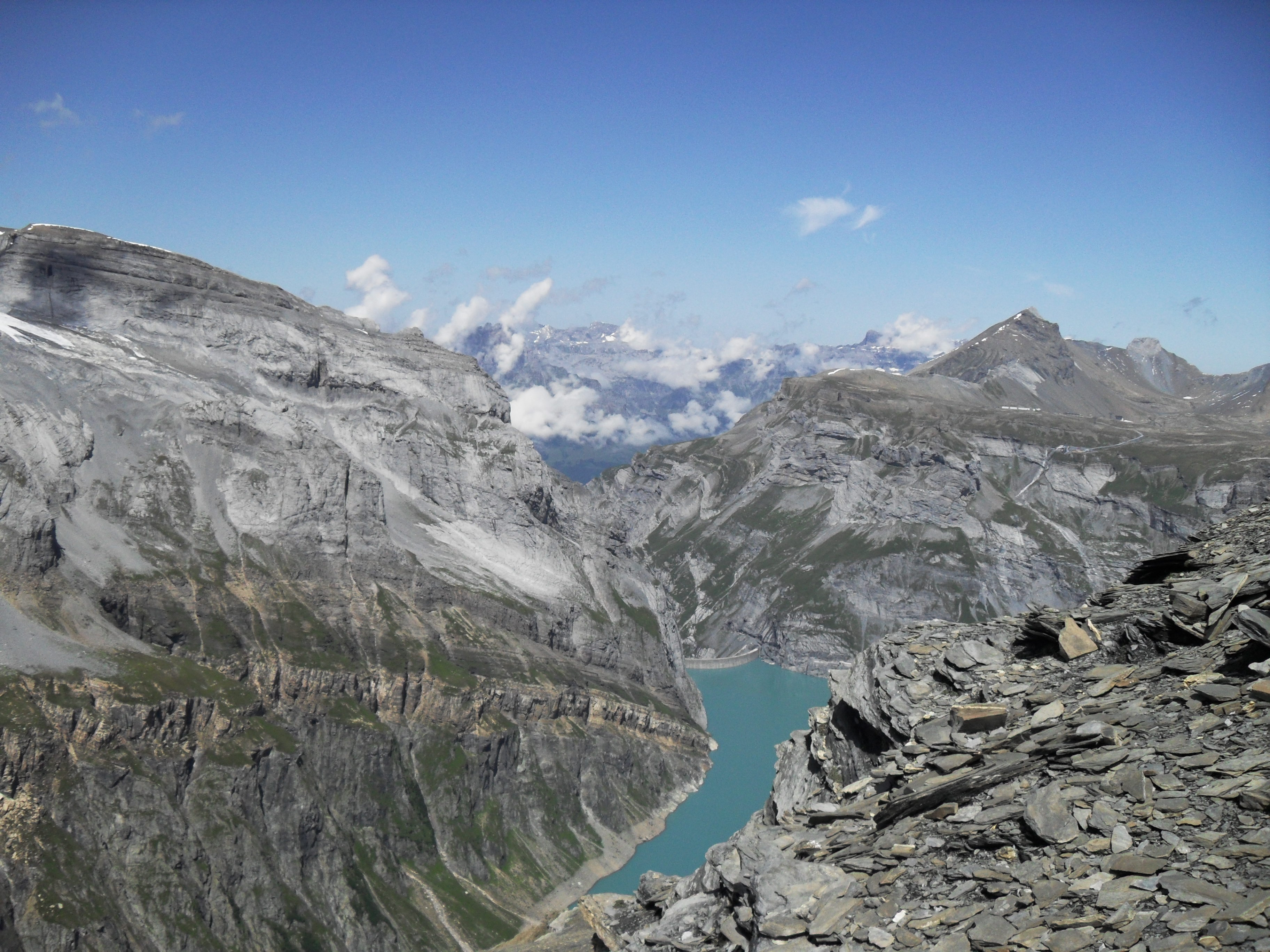
Il lago

Le acque del lago vengono sfruttate dall'azienda Kraftwerke Linth-Limmern AG.

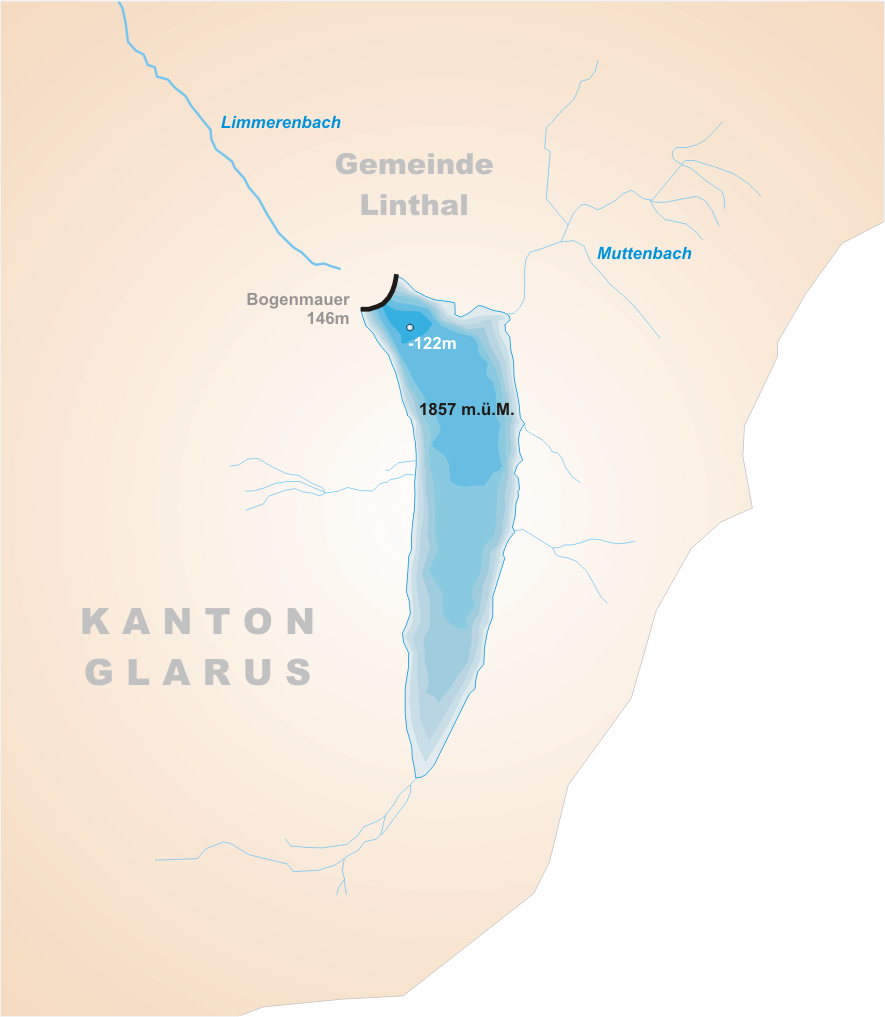
Mappa del lago